# モンテガッビオーネ
モンテガッビオーネ（伊: Montegabbione）は、イタリア共和国ウンブリア州テルニ県にある、人口約1,100人の基礎自治体（コムーネ）。

## 地理

### 位置・広がり

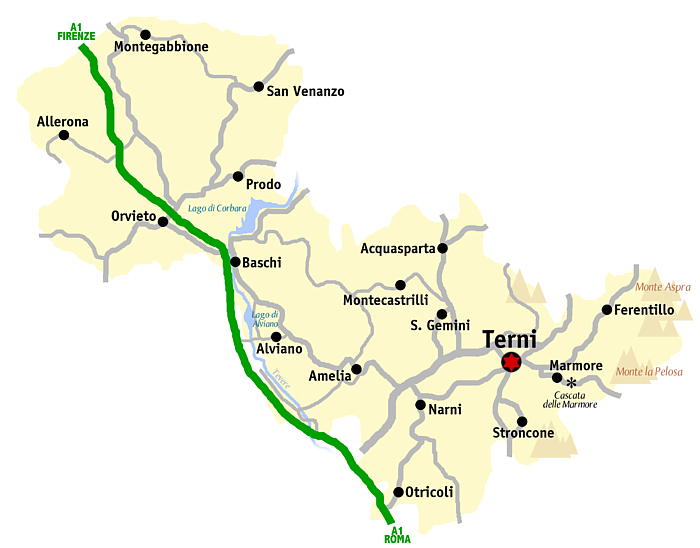
テルニ県概略図

テルニ県北西部のコムーネ。

#### 隣接コムーネ
隣接するコムーネは以下の通り。括弧内のPGはペルージャ県所属を示す。
- ファブロ
- フィクッレ
- モンテレオーネ・ドルヴィエート
- パッラーノ
- ピエガーロ (PG)
- サン・ヴェナンツォ

### 気候分類・地震分類
モンテガッビオーネにおけるイタリアの気候分類 (it) および度日は、zona E, 2446 GGである。
また、イタリアの地震リスク階級 (it) では、zona 3 (sismicità bassa) に分類される。

## 行政

### 分離集落
モンテガッビオーネには、以下の分離集落（フラツィオーネ）がある。
- Castel de' Fiori, Faiolo, Montegiove